# Де Буань, Рауль
Мари Жозеф (Рауль) ле Борнь, граф де Буань (фр. Marie Joseph "Raoul" le Borgne de Boigne; 25 декабря 1862, Женева, Швейцария — 19 мая 1949, Увейян, Франция) — французский дворянин, стрелок, призёр летних Олимпийских игр 1908 года.
Де Буань дважды участвовал в Олимпийских играх, и на первых своих летних Олимпийских играх 1908 в Лондоне он соревновался в трёх дисциплинах. Он занял третье и четвёртое место в командных соревнованиях по стрельбе из винтовки на 300 метров и из армейской винтовки, а также 19-е в стрельбе из винтовки на 1000 ярдов среди отдельных спортсменов.
На следующих летних Олимпийских играх 1912 в Стокгольме де Буань в командной стрельбе из произвольной и армейской винтовок стал 4-м и 5-м. В одиночных соревнованиях он стал 53-м в произвольной винтовке и 50-м и 58-м в армейской винтовке из произвольной позиции и трёх позиций.
Также де Буань участвовал в неофициальных Внеочередных Олимпийских играх 1906 в Афинах, на которых выиграл серебро и две бронзы.